# La lavandera
La lavandera es el cuadro más conocido del pintor realista Honoré Daumier. Data del año 1863 y se trata de un óleo sobre lienzo con unas dimensiones de 49 cm de alto por 33,5 cm de ancho. Se conserva en el Museo de Orsay de París. 
Es una de las obras que realizó Honoré Daumier, retratando a las clases humildes francesas durante el segundo imperio, como Un vagón de tercera de la misma época. De ellas se desprende la impresión de sufrimiento, del trabajo agotador que desempeñan. No obstante, también puede apreciarse que la lavandera es fuerte, robusta, lo que reflejaría su consideración como una heroína, un «monumento a la honradez», pues así se veía por parte del socialismo de la época romántica. Este cuadro se trata de una exaltación de la mujer, trabajadora y madre a la vez.
Se representa como centro del cuadro a una mujer solitaria y trabajadora, que ha terminado su jornada y sube las escaleras, desde las orillas del río, dando la mano a un niño. Va cargada con un fardo en el que lleva ropa. Detrás de ella se ven las casas brillando esquemáticamente a la luz vespertina
En esta cuadro, Daumier pinta mediante masas compactas, con fuertes contrastes de claroscuro. La lavandera aparece como una oscura silueta, el fondo está iluminado.